# Bea (Laconia)
Bea era il nome di una città dell'antica Grecia ubicata in Laconia.

## Storia
Strabone la situa tra capo Onugnato e Malea.
Durante la prima guerra del Peloponneso, a metà del V secolo a.C., la città venne conquistata da una spedizione ateniese guidata da Tolmide.
Pausania la situa nel golfo detto di Beatico, di fronte all'isola di Cerigo e indica come territorio limitrofo la città di Epidauro Limera. Menziona che il suo fondatore eponimo era stato Beo, uno degli eraclidi, che riunì assieme gli abitanti di tre città: Etide, Afrodisia e Side. Dice che nell'acropoli di Bea c'era un tempio dedicato ad Apollo e nella stessa città vi erano dei siti dove si praticava il culto di Asclepio, Serapide e Iside. A sette stadi da Bea c'erano delle rovine di un santuario dedicato ad Asclepio e Igea, mentre sulla strada da Bea alle rovine vi era una statua di Hermes. Nel territorio di Bea, una volta doppiato il capo Malea, vi era Epidelione, un luogo sacro ad Apollo dove c'era uno xoanon del dio che si diceva fosse giunto a Bea da Delo, dopo essere stato gettato in mare da Menofane, un generale di Mitridate, durante una spedizione. Vicino a Bea, prima di arrivare a Capo Malea, c'era un porto chiamato Ninfeo.
Viene ubicata nell'attuale città di Neapoli, situata tra l'isola di Elafonisi e capo Malea.